# Свято-Духівська церква (Шкарівка)
Церква Святого Духа — дерев'яна культова споруда УПЦ у селі Шкарівка Білоцерківського району. Знаходиться під юрисдикцією Білоцерківської єпархії Білоцерківського благочиння.

## Історія
Згідно з архівними даними, у 1706 р. в селі Шкарівка було збудовано та освячено церкву Святого Духа. Це була єдина на всю Київську губернію двокупольна церква, яка проіснувала до середини XVIII ст. У 1750 р. замість неї була збудована трьохкупольна дерев'яна церква. Цю церкву було 1840 року розширено та піднято на кам'яний фундамент. Ще одна значна реконструкція відбулася 1866 року.
За часів Київської Русі тут існував монастир з підземними печерами, а також була заміська резиденція Юр'ївських єпископів ХІ-ХІІІ ст.
Шкарівська парафія мала досить широку географію. Так, щороку з Шкарівського храму надсилались кошти на прикрашення найбільшої святині православного світу — Гробу Господнього в Єрусалимі. Цікаво, що в Шкарівці в 1910—1917 рр. служив о. Григорій, який не тільки правив у церкві, але був ще й директором школи.
У роки радянської влади почалося переслідування тих селян, які відвідували церкву. Священикам забороняли проводити обряди і таїнства. Парафіяльні священики змінювалися по кілька на рік. У 1930 р. церква була розграбована, з неї зняли дзвони.
У 1932 р. була зруйнована дзвіниця і частина церкви. Із цих матеріалів було побудовано дві колгоспні комори, а в храмі було заборонено проводити богослужіння. Приміщення церкви було пристосовано під складські приміщення.
Храм знову був відкритий для богослужіння лише в 1945 році.
Настоятель — протоієрей Михаїл Семченко.
Метричні книги, клірові відомості, сповідні розписи церкви Зішестя Святого Духа с. Шкарівка Черкаської волості Васильківського пов. Київської губ. зберігаються в ЦДІАК України. http://cdiak.archives.gov.ua/baza_geog_pok/church/shka_001.xml [Архівовано 3 січня 2019 у Wayback Machine.]